# 사카키 신이치 (관료)
사카키 신이치(일본어: 榊󠄀 真一, 1964년 12월 19일~)는 일본의 건설·국토교통관료이다.